# Анна Ли (актриса)
Анна Ли (настоящее имя Джоан Бонифейс Уиннифрит) (англ. Anna Lee, 2 января 1913 — 14 мая 2004) — британская актриса.

## Биография
Анна Ли, урождённая Джоан Бонифейс Уиннифрит, родилась 2 января 1913 года в небольшом городке Айтем в графстве Кент, Англия, в семье священника. Её крёстным отцом был знаменитый писатель Артур Конан Дойль. Отец Анны содействовал желанию дочери стать актрисой и она поступила на обучение в Королевский Альберт-Холл. Её кинодебют состоялся на родине в 1932 году в фильме «Его светлость».
После того как она с мужем, режиссёром Робертом Стивенсоном, перебралась в Голливуд, её актёрская карьера стала стремительно развиваться. Там её заметил знаменитый режиссёр Джон Форд, в фильмах которого она сыграла одни из самых известных своих ролей. Анна Ли появилась в таких его картинах как «Как зелена была моя долина» (1941), «Призрак и миссис Мьюр» (1947), «Форт Апачи» (1948), «Последний салют» (1958), «Кавалеристы» (1959) и «Два всадника» (1961). Помимо этого у неё были примечательные роли в фильмах «Что случилось с Бэби Джейн?» (1962) и «Звуки музыки» (1965).
От первого мужа, Роберта Стивенсона, актриса родила двух дочерей. После их развода в 1944 году она ещё дважды выходила замуж и стала матерью ещё троих сыновей, один из которых, Джефри Байрон, пошёл по стопам матери и стал актёром.
Анна Ли также много снималась и на телевидении, за свою карьеру появившись во множестве телевизионных фильмов и сериалов, среди которых «Перри Мейсон», «Доктор Килдэр», «Час Альфреда Хичкока», «Улицы Сан-Франциско» и многих других. Свою последнюю роль, Лилу Квартермейн, Анна играла в двух мыльных операх — «Порт Чарльз» и «Главный госпиталь». В 2003 году, когда сменилось руководство на телеканале, Анну Ли, сославшись на преклонный возраст, убрали из показа. Эта очень сильно сказалось на здоровье актрисы, для которой эта роль была во многом смыслом к жизни. Вскоре у неё диагностировали пневмонию и 14 мая 2004 года Анна Ли скончалась в своём доме в Беверли-Хиллз.
Анна Ли не дожила недели до церемонии Дневной премии «Эмми», на которой ей уже посмертно была вручена премия за Достижения всей жизни, которую принял её сын.